# Bayswater City SC
Bayswater City SC (założony jako Rosemount Meazza) – australijski, półprofesjonalny klub piłkarski z siedzibą w Bayswater – dzielnicy miasta Perth. Założony w 1980 roku, obecnie występuje w lidze National Premier Leagues Western Australia (National Premier Leagues).

## Historia
Klub Bayswater City SC został założony w 1980 roku w wyniku fuzji dwóch zespołów: Lathlain Meazza (założony w 1973 roku) i Rosemount Juventus (założony w 1978 roku). W wyniku fuzji powstał klub Rosemount Meazza.
W 1981 roku klub Rosemount Meazza połączył się z drużyną Bayswater United (założoną w 1963 roku) co doprowadziło do zmiany nazwy klubu na Bayswater Inter. W 1995 roku Bayswater Inter zmienił nazwę na Bayswater City. W tym samym roku klub Bayswater City połączył się z zespołem Stirling Panther i nazwa klubu została zmieniona na Bayswater City Panthers. Powrót do nazwy Bayswater City SC nastąpił w 2003 roku.

## Sukcesy
- Mistrzostwo w State League Premier Division (1): 2013[2].